# IC 1221
IC 1221 је спирална галаксија у сазвјежђу Херкул која се налази на листи објеката дубоког неба у Индекс каталогу.
Деклинација објекта је + 46° 23' 30" а ректасцензија 16h 34m 41,5s. Привидна величина (магнитуда) објекта IC 1221 износи 13,8 а фотографска магнитуда 14,5. IC 1221 је још познат и под ознакама UGC 10458, MCG 8-30-30, CGCG 251-30, KCPG 500A, PGC 58528.